# ابرفضا
ابرفضا (به انگلیسی: Hyperspace) نام یکی از کتاب‌های میچیو کاکو است که در سال ۱۹۹۴ منتشر شد. تمرکز اصلی کتاب بر روی ابعاد بالاتر از سه می‌باشد.
کتاب ابر فضا اثر میچیو کاکو
ابرفضا: سفری علمی به ابعاد بالاتر کتابی از فیزیکدان نظری، میچیو کاکو است که در سال 1994 منتشر شد. این کتاب به بررسی نظریه‌های مختلفی می‌پردازد که وجود ابعاد اضافی را مطرح می‌کنند، مانند نظریه ریسمان و گرانش کوانتومی حلقه‌ای. کاکو همچنین پیامدهای فلسفی و علمی وجود این ابعاد، مانند امکان سفر در زمان و وجود جهان‌های موازی را بررسی می‌کند.
این کتاب به خاطر توضیح مفاهیم علمی پیچیده به روشی قابل فهم برای عموم مردم مورد تحسین قرار گرفته است. همچنین به دلیل کاوش در موضوعات جذاب و تحریک‌کننده‌ای که در مرز دانش علمی قرار دارند، مورد تحسین قرار گرفته است.
برخی از موضوعاتی که در این کتاب مورد بحث قرار می‌گیرند عبارتند از:
```
* نظریه ریسمان
* 
گرانش کوانتومی حلقه
 ای
* ابعاد فرعی
* سفر در زمان
* جهان های موازی
* سرنوشت جهان
```

ابرفضا کتابی جذاب و آموزنده است که خواننده را به سفری به قلمروهای ناشناخته فضا و زمان می‌برد.
در اینجا چند نقل قول از کتاب آمده است:
```
* "ما در آستانه یک 
انقلاب علمی
 قرار داریم که به اندازه انقلاب کپرنیکی خواهد بود. ما در حال کشف این موضوع هستیم که جهان ما نه تنها از سه بعد فضایی که می توانیم ببینیم، بلکه از 10 یا 11 بعد اضافی تشکیل شده است."
* "نظریه ریسمان این امکان را به ما می دهد که جهان را به عنوان یک سمفونی از تارهای لرزان در نظر بگیریم. هر نت در این سمفونی معادل یک 
ذره بنیادی
 است و کل سمفونی معادل کل جهان است."
* "سفر در زمان ممکن است از نظر علمی غیرممکن نباشد، اما بسیار دشوار است. برای سفر در زمان، باید راهی برای خم کردن فضا-زمان پیدا کنیم تا تونلی بین دو نقطه مختلف در زمان ایجاد شود."
```

اگر به علم، فضا یا فلسفه علاقه دارید، ابر فضا کتابی است که باید آن را بخوانید.

## فصل‌های کتاب
بخش اول: ورود به بعد پنجم
بخش دوم: اتحاد در ده بعد
بخش سوم: کرم‌چاله‌ها دروازه‌های جهان دیگر؟
بخش چهارم: اربابان فضا